# Фляга

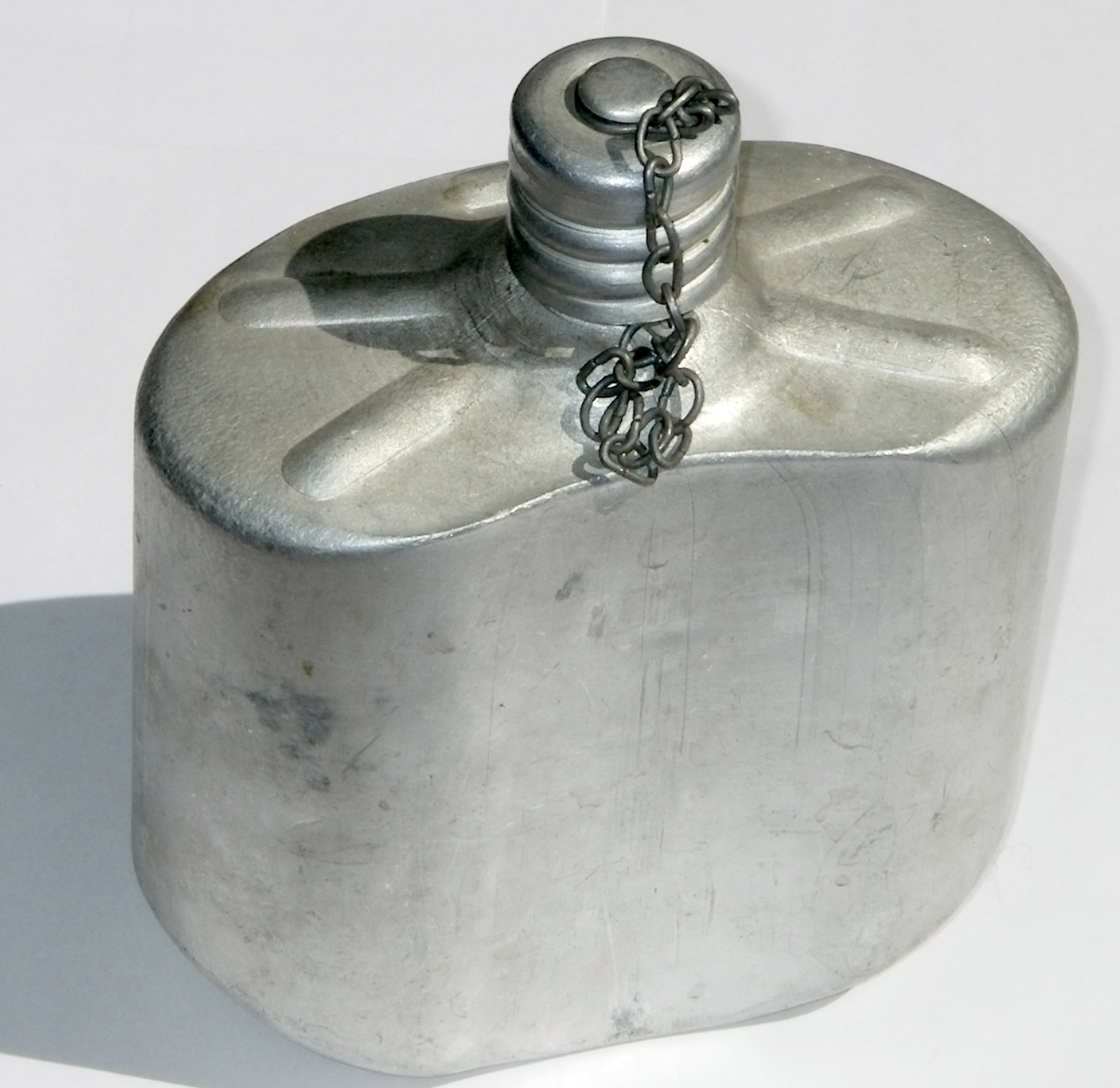
Алюмінієва фляга

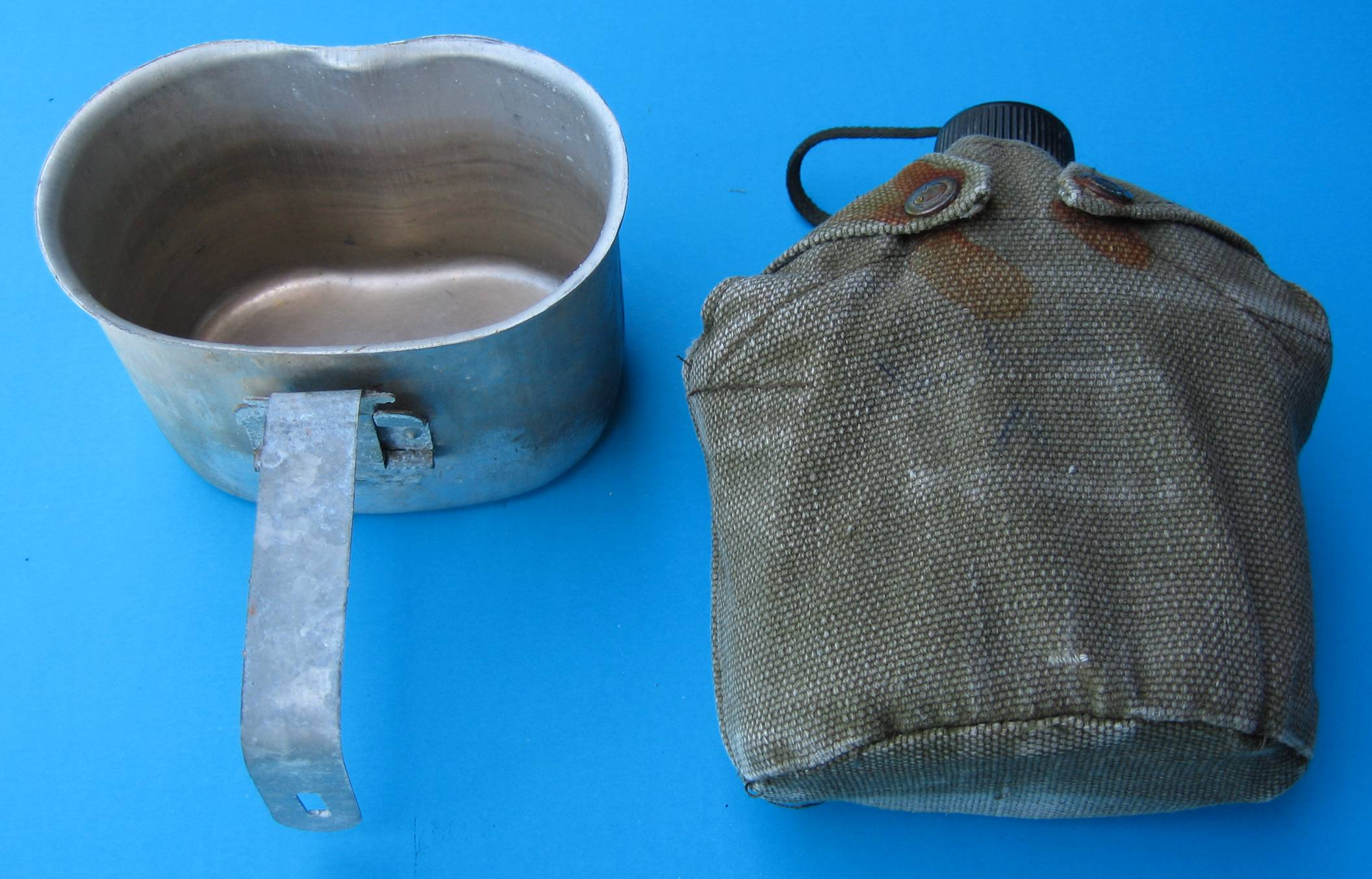
Американська фляга з комплекту солдатського казанка

Фля́га (від нім. Flacher або нім. Flachmann) — плоска або овальна невелика місткість для довготривалого зберігання рідини, переважно води, як правило металева з пробкою, що нагвинчується. Іноді, пробка забезпечується ніпелем, що дозволяє пити з неї, не відкриваючи пробки.
Звичайно забезпечується чохлом або іншою укупоркою для перенесення та захисту і ізоляції вмісту від впливу зовнішньої середи. Багато фляг входять до комплекту польового казанка, який включає котел та підкотельник.
Використовується мандрівниками, відпочивальниками, військовими та працівниками, які діють в польових умовах.

## Армійська фляга
З давніх часів закриті ємності для види використовувалися у воєнних походах. У XIX ст. похідна металева фляжка була відома як «манірка» (від пол. manierka < нім. Manöverflasche) — вона мала загвинтну кришку, яку можна було використовувати замість стакана або чарки.